# Smile (日本电视剧)
《Smile》是由TBS电视台从2009年4月17日开始，於金曜劇場（日本時間22:00-22:54）播出的電視劇，由松本潤、新垣結衣及中井貴一等人演出。

## 概要
本剧是松本润自2007年4月主演《料理新人王》以后，2年以来第一次单独主演TBS的周五档电视剧。（2007年1月的《流星花園2》為出演。）共同主演的新垣结衣是自2007年主演《父女七日变》后，同样也是时隔2年才出演TBS的电视剧。而中井贵一自1997年参演《长不齐的苹果们 III》12年后再次参演TBS的电视剧。

## 劇情簡介
早川維托（早川 ビト）（松本潤 飾）是一位父亲菲律宾籍，母亲日本籍的混血儿，他在日本出生長大，在成长中经历著歧視與偏見而有些自卑，但是有著某個夢想的他仍是帶著笑容努力。三島花（新垣结衣 饰）是一名因为某个意外而患失語症的女性，拥有纯洁、帶有勇氣的笑容。伊东一马（中井貴一 飾）是一名律師，有類似於維托遭遇的過去而一直有著心結，爾後因維托而打開。
劇情主要圍繞三人身上開展，描述三人的相遇、各自背後的過往及之後所產生的數個大主題故事，而串連成整體的故事。內容因涉及廣泛，所以有許多令人反思的問題。情節涉及如有權勢的上游大公司隱瞞自身犯罪而將小店家逼上絕路；另外包括如法律陪審制度的完整性呈現、對於劇中陪審團背景個性、討論過程與抉擇如何的刻畫、以及對於由隨機的在短期決策過程之下以多數決而能給予人死刑的問題；另外也提到只有日本擁有"外國人犯罪"這樣的一種單一名詞所帶來的刻板印象的問題；而三位主角各自因各種事實而經歷著來自於不合理的偏見與種種旁人主觀的認定而帶來的傷害是主要關懷；角色們的互動使得他們都有所改變與成長，主體是要呈現圍繞維托的人生而帶來的有關愛與正義的故事；情節感人，能令人正視生命的法律議題與人類群體問題，對於現代社會中許多問題的關注，以及人與人因了解與關懷彼此而有著的信任與愛的重要性，劇中對此以微笑為主要形象貫穿主角們努力、經歷悲傷與諸多奮鬥的動人過程。

## 登场人物

### 主要人物
- 早川維托（早川 ビト）（26）：松本润（岚）　（少年期：鈴木翔吾　飾）
- 三岛花（18）：新垣結衣

- 町村しおり（29）：小池荣子

- 河井金太（25）：徳山秀典

- 风间健儿（25）：铃之助

- 古濑刑警（55）：北见敏之

- 高柳刑警（34）：池内博之

古濑的部下。
- 林诚司（27）：小栗旬

維托、河井金太、风间健儿曾经加入的不良少年组织的头目，极其凶残之人，后被判入狱，现在服役中。
- 柏木启介：勝村政信

維托於2010-2015年入狱期间的狱警。
- 町村宗助（65）：前田吟

- 町村みどり（58）：いしだあゆみ

- 伊東一馬（48）：中井貴一

- 近藤：大口兼悟

利用維托的储物柜储藏违禁药品，事情败露后将责任推到維托身上。
- 甲斐：松田悟志

贩卖兴奋剂事件幕后黑手。

### 客串人物
第一集
- 師岡刑事：鈴木亮平（第1、2集）

- 美奈子さん：村上知子（森三中）

奉子成婚而辞去工作。

## 制作人员
- 编剧：宅间孝行、篠崎繪里子
- 音乐：山下康介
- 制作：濑户口克阳、高成麻畝子
- 导演：石井康晴、坪井敏雄
- 出品：TBS

## 播放日期、副題、導演、收視率
| 1                                                            | 2009年4月17日 |  | 石井康晴 | 11.7% |
| 2                                                            | 2009年4月24日 |  | 石井康晴 | 10.2% |
| 3                                                            | 2009年5月1日  |  | 石井康晴 | 12.3% |
| 4                                                            | 2009年5月8日  |  | 坪井敏雄 | 9.2%  |
| 5                                                            | 2009年5月15日 |  | 坪井敏雄 | 11.0% |
| 6                                                            | 2009年5月22日 |  | 石井康晴 | 8.9%  |
| 7                                                            | 2009年5月29日 |  | 石井康晴 | 10.1% |
| 8                                                            | 2009年6月5日  |  | 渡瀬暁彦 | 7.1%  |
| 9                                                            | 2009年6月12日 |  | 坪井敏雄 | 9.7%  |
| 10                                                           | 2009年6月19日 |  | 石井康晴 | 10.1% |
| 11                                                           | 2009年6月26日 |  | 石井康晴 | 10.9% |
| 平均視聴率10.11%（收視率是關東地方的Video Research社所調查） |               |  |          |       |

## 獎項
- 第61回日劇學院賞 助演女優賞：新垣結衣

## 外部連結
- 官方網站（页面存档备份，存于）

## 作品的变迁
| TBS电视台 金曜劇場                             | TBS电视台 金曜劇場                      | TBS电视台 金曜劇場 |
| ---------------------------------------------- | --------------------------------------- | ------------------ |
|                                                | Smile （2009年4月17日 - 2009年6月26日） |                    |
| Love Shuffle （2009年1月16日 - 2009年3月20日） | 雙頭犬 （2009年7月24日 - 2009年9月25日) |                    |